# Jan Šimek (politik)
Jan Šimek (12. listopadu 1922 – 5. srpna 1978 Praha) byl český a československý politik Komunistické strany Československa, vedoucí tajemník Krajského výboru KSČ pro Západočeský kraj a poslanec Sněmovny lidu Federálního shromáždění za normalizace.

## Biografie
XIV. sjezd KSČ ho zvolil za člena Ústředního výboru Komunistické strany Československa. Do funkce byl formálně kooptován 28. ledna 1970. K roku 1971 se profesně uvádí jako vedoucí tajemník Krajského výboru KSČ pro Západočeský kraj. Tuto funkci zastával v letech 1969–1975. Pak byl šéfredaktorem listu Nová mysl. Byl mu udělen Řád Vítězného února a Řád práce. Získal také vyznamenání Za zásluhy o Lidové milice.
Ve volbách roku 1971 zasedl do Sněmovny lidu (volební obvod č. 50 - Plasy, Západočeský kraj). Ve FS setrval do konce funkčního období, tedy do voleb roku 1976.